# 49. pr. Kr.
◄ | 2. stoljeće pr. Kr. | 1. stoljeće pr. Kr. | 1. stoljeće | ►
◄ | 70-ih pr. Kr. | 60-ih pr. Kr. | 50-ih pr. Kr. | 40-ih pr. Kr. | 30-ih pr. Kr. | 20-ih pr. Kr. | 10-ih pr. Kr. | ►
◄◄ | ◄ | 52. pr. Kr. | 51. pr. Kr. | 50. pr. Kr. | 49 pr. Kr. | 48. pr. Kr. | 47. pr. Kr. | 46. pr. Kr. | ► | ►►
Astronomija

## Događaji
- Julije Cezar prelazi Rubikon ("alea iacta est", "Kocka je bačena") i krenuo na Rim što je uzrokovalo drugi rimski građanski rat.
- Bitka kod rta Bejavca 49. pr. Kr. - Pompejeve snage su u pomorskoj bitci pobijedili Cezarove snage